# Regierung des Herzogtums Sachsen-Meiningen
Die Regierung des Herzogtums Sachsen-Meiningen war die Exekutive des Herzogtums Sachsen-Meiningen von 1826 bis 1918.

## Vorbemerkung
Das Herzogtum Sachsen-Meiningen veränderte sich 1826 mit den Gebietserwerbung aus dem Teilungsvertrag zu Hildburghausen im Bezug auf Regierung und Verwaltung grundlegend. In diesem Artikel ist daher die Entwicklung zwischen 1826 und dem Ende des Herzogtums 1918 beschrieben. Die Geschichte der Regierung des Herzogtums teilt sich in zwei Hauptabschnitte: Die Zeit zwischen den Verwaltungsreformen Ende der 1820er Jahre und der Märzrevolution 1848 und der Zeit zwischen 1848 und 1918.

## 1826 bis 1848
Nach der Gebietserweiterungen musste eine neue Verwaltungsstruktur aus den bisherigen drei Verwaltungen neu gebildet werden. Im November 1826 wurde das bisherige Geheime Ministerium in Meiningen zum obersten Verwaltungsorgan des Herzogtums erklärt. Dies war mehr eine formelle Erklärung. Das Hildburghausener Geheime Ratskollegium blieb bestehen und arbeitete wie bisher weiter. Die Meininger Kollegien blieben für die altmeiningischen Gebiete zuständig und übernahmen zusätzlich die Verantwortung für das Fürstentum Saalfeld. Von den sechs Abteilungen der Saalfelder Verwaltung wurden die Bau- und die Militärabteilung aufgelöst und Meiningen übertragen, die weiteren blieben bestehen.
Im Mai 1827 wurde das Forstwesen aller drei Landesteile als erster Schritt zentralisiert und der Kammerforstdirektion in Meiningen unterstellt.
Am 7. August 1827 setzte Herzog Bernhard Freund eine Organisationskommission ein, die eine Verwaltungsreform erarbeiten sollte. Dieser gehörten neben dem Präsidenten der Meininger Regierung, Friedrich Krafft, erfahrene Beamte aus allen Landesteilen und der Jenaer Professor Karl Ernst Schmidt.
Die Regierung war nach dem Vorschlag der Kommission zweistufig. An der Spitze stand das Landesministerium, darunter waren die Landeskollegien angesiedelt, zu denen auch die Landesregierung gehörte.

### Das Landesministerium
Das Ergebnis der Kommissionsarbeit wurde am 21. Januar 1829 in Form von sechs Edikten des Herzogs umgesetzt. Im zweiten Edikt dieses Tages wurde das Landesministerium als oberste Behörde eingerichtet. Es war als Kollegialbehörde organisiert. Die Arbeit war in der Kanzleiordnung beschrieben, die Teil des Ediktes war.
Sie teilte sich in vier Departements:
1. Herzogliches Haus, Auswärtige Angelegenheiten und Bundessachen sowie Gnadensachen
2. Justiz
3. Inneres
4. Finanzen

Am 28. April 1847 wurde eine fünfte Abteilung „für die zur Linderung des Notstandes zu ergreifenden Maßnahmen“ eingerichtet. Diese Abteilung hatte die Aufgabe, die Wirtschaftsnot, die nach dem verheerenden Waldbrand im Herzogtum entstanden war, zu bekämpfen und wurde am 22. Dezember 1847 wieder aufgelöst.
Die Departements waren nicht immer besetzt. Über längere Zeit wurden mehrere Departements von einem Minister wahrgenommen. Einen Ministerpräsidenten, damals in anderen Staaten als leitender oder dirigierender Minister bezeichnet, gab es nicht. Das Landesministerium hatte keine gemeinsamen Sitzungen. Die Vorgänge wurden im Umlaufverfahren abgestimmt. Verordnungen erhielten durch Unterschrift des Herzogs Gesetzeskraft. Am 21. Januar 1829 nahm das Landesministerium die Arbeit auf. Das Landesministerium blieb bis September 1848 in dieser Form bestehen.

#### Mitglieder
- Christian Ferdinand von Könitz vom 21. Januar 1829 bis Januar 1832
- Karl August von Baumbach vom 21. Januar 1829 bis 22. April 1831
- Dietrich von Stein vom 21. Januar 1829 bis 25. April 1831
- Karl Adolf von Fischern vom 21. Januar 1829 bis 1835
- Friedrich Krafft vom 4. Juni 1830 bis Juni 1840

Könitz, Baumbach und Stein wurden nicht ersetzt, Krafft war daher 1835 das einzige Mitglied.
- Albert Vahlkampf von 1837 bis August 1838
- Georg Adam Debertshäuser von September 1837 bis März 1846
- Karl Adolf von Fischern von 1840 bis 8. September 1848
- Friedrich Krafft von Dezember 1843 bis 1. November 1847
- Friedrich von Werthern von August 1845 bis 8. September 1848
- Hermann Friedrich Brandis von November 1847 bis 8. September 1848

### Geheimes Ratskollegium
Das Geheime Ratskollegium stellte einen Staatsrat dar, der „vertraute und erfahrene Diener“ umfasste. Mitglieder waren diejenigen Beamten, die das Prädikat Wirklicher Geheimer Rat hatten, die Mitglieder des Landesministeriums und andere Personen, deren Rat der Herzog wünschte. Er war ebenfalls im zweiten Edikt eingerichtet worden. Den Vorsitz führte der Herzog oder in dessen Abwesenheit der Präsident.

#### Präsidenten
- Georg Karl Wilhelm Philipp von Donop (1823–1829)
- Christian Ferdinand  von Könitz (1829–1832)
- Karl August von Baumbach (1832–1844)

Das Geheime Ratskollegium tagte selten und hatte in der Praxis keine Bedeutung. Am 15. September 1848 wurde es aufgehoben.

### Fünf Landeskollegien
Gemäß dem dritten Edikt wurden fünf Landeskollegien eingerichtet:
- Landesregierung zu Meiningen
- Konsistorium zu Hildburghausen für Kirchen und Schulsachen
- Kammer zu Meiningen für Finanzen, Domänen, Forstwesen und Lehnwesen
- Rechnungskammer zu Meiningen Erstellung und Kontrolle des Etats und Rechnungsprüfung
- Oberlandesgericht zu Hildburghausen

Die Stellung eines Landeskollegiums hatte auch der Landschaftliche Vorstand, der die landschaftlichen Steuern einzog und verwaltete.

#### Landesregierung
Die Landesregierung gliederte sich zunächst in zwei Senate (Sektionen):
- Verwaltungssenat (Medizinaldeputation, Baudeputation, Militärdeputation und Deputation für Landeskultur (Landwirtschaft, Gewerbe, Bergbau)) und
- Steuersenat

Mit dem Gesetz über das Finanzwesen vom 27. April 1831 erfolgte die Auflösung der Kammer und die Eingliederung der Aufgaben des landschaftlichen Vorstands. Dadurch ergeben sich drei Senate
- Verwaltungssenat
- Finanzsenat (bisher: Kammer + Steuersenat + Landschaftlicher Vorstand)
- Forstsenat

An der Spitze des Landesregierung stand ein Präsident (seit 1836: Chefpräsident). Jeder Senat wurde von einem Direktor geleitet.

## 1848 bis 1918
Nach einem Volksauflauf in der Residenz trat Friedrich Karl Anton von Werthern am 8. September 1848 zurück und der liberale Oberst Haubold von Speßhardt wurde in das Landesministerium berufen. Innerhalb weniger Tage wurde eine völlige Neuordnung der Regierung erarbeitet und mit Verordnung vom 14. September 1848 wurde die Verwaltungsspitze neu geordnet. Kern der Änderung war die Abschaffung der zweistufigen Verwaltung und die Zusammenfassung von Landesregierung, Konsistorium, Rechnungskammer und Landesministerium zum neuen Staatsministerium. Dieses bestand aus fünf Abteilungen:
1. Herzogliches Haus und Äußeres
2. Inneres
3. Justiz
4. Kirchen- und Schulsachen
5. Finanzen

An der Spitze des Staatsministeriums stand der Staatsminister, der auch für die erste Abteilung zuständig war. Die anderen Abteilungen wurden von einem Abteilungsvorstand mit dem Titel Staatsrat geleitet.
Auch wenn die Verordnung vorsah, dass die Regierung nun Kabinettssitzungen abhalten sollte, bei denen der Herzog kein Teilnahmerecht hatte, fanden nur wenige Sitzungen statt und das Umlaufverfahren blieb das übliche Abstimmverfahren. Alle offizielle Kommunikation zwischen Herzog und Ministerium erfolgte schriftlich.
Mit der Novemberrevolution 1918 endete das Herzogtum und damit auch das Staatsministerium.

### Staatsminister
- Haubold von Speßhardt vom 14. September 1848 bis 23. Oktober 1849
- Rudolf Hermann von Wechmar vom 24. Oktober 1849 bis 12. Mai 1854
- Andreas Paul Adolph von Harbou vom 12. Mai 1854 bis September 1861
- Anton Ferdinand von Krosigk von September 1861 bis 1. Oktober 1864
- Vakant vom 1. Oktober 1864 bis 27. Juli 1865
- Friedrich von Uttenhoven vom 27. Juli 1865 bis 18. August 1866
- Gustav von Buch vom 18. August bis 20. September 1866
- Anton Ferdinand von Krosigk vom 20. Oktober 1866 bis 1873
- Albrecht von Giseke von 1873 bis 1890
- Wilhelm Friedrich von Heim von 1890 bis 1902
- Rudolf von Ziller von 1902 bis 5. Oktober 1912
- Karl Schaller vom 14. Oktober 1912 bis 12. November 1918

### Vorstände der Ministerialabteilungen seit 1848
- Abteilung des Herzoglichen Hauses und des Äußeren
  - Die Staatsminister waren gleichzeitig immer Vorstand der Abteilung des Herzoglichen Hauses und des Äußeren

- Abteilung des Innern
  - Richard Liebmann vom 14. September 1848 bis 24. Oktober 1849
  - Friedrich Eduard Oberländer vom 24. Oktober 1849 bis 1857
  - Albrecht von Giseke von 1857 bis 1873
  - Wilhelm Friedrich von Heim von 1873 bis 1889
  - Max von Butler von 1889 bis 1900
  - Karl Schaller von 1900 bis 14. Oktober 1912
  - Ludwig von Türcke vom 14. Oktober 1912 bis 12. November 1918

- Abteilung der Justiz
  - Hermann Friedrich Brandis vom 1. November 1847 bis 23. Oktober 1849
  - Andreas Paul Adolph von Harbou vom 24. Oktober 1849 bis 12. Mai 1854
  - Friedrich von Uttenhoven vom 12. Mai 1854 bis 22. April 1889
  - Albrecht von Giseke vom 23. April 1889 bis 1890
  - Wilhelm Friedrich von Heim von 1890 bis 1902
  - Friedrich Trinks von 1902 bis 12. November 1918

- Abteilung der Kirchen- und Schulsachen
  - Haubold von Speßhardt vom 14. September 1848 bis 23. Oktober 1849
  - Andreas Paul Adolph von Harbou vom 24. Oktober 1849 bis 12. Mai 1854
  - Friedrich von Uttenhoven vom 12. Mai 1854 bis 22. April 1889
  - Wilhelm Friedrich von Heim vom 23. April 1889 bis 1902
  - Friedrich Trinks von 1902 bis 12. November 1918

- Abteilung der Finanzen
  - Ludwig Blomeyer vom 1. Januar 1839 bis 24. Oktober 1849
  - Emil Adalbert Hotzfeld vom 24. Oktober 1849 bis 1858
  - Ludwig Blomeyer von 1858 bis 1. März 1865
  - Ernst Carl Georg Wagner von März 1865 bis 1870
  - Albrecht von Giseke von 1870 bis 1889
  - Rudolf von Ziller von 1889 bis 1912
  - Karl Schaller vom 14. Oktober 1912 bis 12. November 1918